# Municipio de Tvarditsa
El municipio de Tvarditsa (búlgaro: Община Твърдица) es un municipio búlgaro perteneciente a la provincia de Sliven.
En 2011 tiene 13 804 habitantes, el 67,8% búlgaros, el 15,21% gitanos y el 9,32% turcos. Dos quintas partes de la población viven en la capital municipal Tvarditsa.
Se sitúa en el oeste de la provincia, en la ladera meridional de los montes Balcanes. Cuenta con un puerto de montaña que lleva a Elena.

## Pueblos
Junto a la capital municipal Tvarditsa hay nueve pueblos en el municipio:
- Bliznets
- Borov Dol
- Biala Palanka
- Zhult Briag
- Orizari
- Sborishte
- Surtsevo
- Chervenakovo
- Shivachevo